# HD 40307 g
HD 40307 gとはがか座の方向に約42光年、離れた位置にある恒星、HD 40307のハビタブルゾーンを公転する太陽系外惑星である。この惑星はMikko Tuomi率いるチームがHARPSによる視線速度の変化の観測から発見された。

## 特徴
HD 40307 gは視線速度の観測で惑星を発見するドップラー分光法によって発見されたため、一般に知られている物理的特徴は下限質量のみである。下限質量は地球の7.1倍である。このため、HD 40307 gは地球より大きな岩石惑星、スーパーアースの可能性が高い。HD 40307 gはHD 40307から0.6au離れた軌道を197.8日で公転している。この軌道はHD 40307から0.487au～1.119auの範囲に広がるハビタブルゾーン内に位置している。そのため、表面が岩石で構成されている場合、液体の水が存在する可能性がある。しかし、HD 40307 gは軌道離心率が最大で0.6にもなるという計算結果が出ており、その場合、HD 40307 gはハビタブルゾーンを離脱する可能性もある。